# Giro de Itália Feminino
O Giro de Itália Feminino (oficialmente: Giro d'Itália Internazionale Femminile; também chamado: Giro Donne e Giro Rosa) é uma corrida ciclista feminina profissional por etapas que se disputa na Itália, no mês de julho.
É considera a corrida por etapas mais prestigiante do ciclismo feminino.

## História
Anteriormente conhecida como Giro Donne, a corrida historicamente era um evento de nove ou dez dias que acontecia na Itália no início de julho de cada ano, geralmente competindo por atenção com o Tour de France masculino, mais famoso. Embora o renomeado Giro Rosa tenha mantido sua posição no calendário da UCI, foi reduzido em 2013 para oito dias, antes de retornar à sua tradicional duração de dez dias no ano seguinte.
Com o cancelamento do Tour de l'Aude Feminino em 2010, o Giro Donne foi o único Grand Tour restante no ciclismo feminino , em dezembro de 2012, a Wieler Review informou que a empresa Epinike havia se retirado como organizadora do Giro Donne, tornando a edição de 2013 incerta. Em abril de 2013, no entanto, os organizadores anunciaram um Giro encurtado e rebatizado, para que o Giro Rosa continuasse em 2013. Em 2016, a corrida passou a fazer parte do novo UCI World Tour feminino, organizado pela UCI.
Perdeu o status de World Tour para a edição de 2021 e foi rebaixado para uma corrida de nível 2 Pro. A decisão foi recebida com críticas.

## Palmarés
| Ano  | Vencedor                           | Segundo                | Terceiro             |
| ---- | ---------------------------------- | ---------------------- | -------------------- |
| 1988 | Maria Canins                       | Elizabeth Hepple       | Petra Rossner        |
| 1989 | Roberta Bonanomi                   | Alexandra Koliasseva   | Tea Vikstedt-Nyman   |
| 1990 | Catherine Marsal                   | Maria Canins           | Kathy Watt           |
| 1993 | Lenka Ilavská                      | Luzia Zberg            | Imelda Chiappa       |
| 1994 | Michela Fanini                     | Kathy Watt             | Luzia Zberg          |
| 1995 | Fabiana Luperini                   | Luzia Zberg            | Roberta Bonanomi     |
| 1996 | Fabiana Luperini                   | Alessandra Cappellotto | Imelda Chiappa       |
| 1997 | Fabiana Luperini                   | Linda Jackson          | Edita Pučinskaitė    |
| 1998 | Fabiana Luperini                   | Linda Jackson          | Barbara Heeb         |
| 1999 | Joane Somarriba                    | Swetlana Bubnenkowa    | Daniela Veronesi     |
| 2000 | Joane Somarriba                    | Alessandra Cappellotto | Walentina Polchanowa |
| 2001 | Nicole Brändli Zinaida Stahurskaya | Diana Žiliūtė          | Edita Pučinskaitė    |
| 2002 | Swetlana Bubnenkowa                | Zinaida Stahurskaya    | Diana Žiliūtė        |
| 2003 | Nicole Brändli                     | Edita Pučinskaitė      | Joane Somarriba      |
| 2004 | Nicole Cooke                       | Fabiana Luperini       | Priska Doppmann      |
| 2005 | Nicole Brändli                     | Joane Somarriba        | Edita Pučinskaitė    |
| 2006 | Edita Pučinskaitė                  | Nicole Brändli         | Susanne Ljungskog    |
| 2007 | Edita Pučinskaitė                  | Nicole Brändli         | María Isabel Moreno  |
| 2008 | Fabiana Luperini                   | Amber Neben            | Claudia Häusler      |
| 2009 | Claudia Häusler                    | Mara Abbott            | Nicole Brändli       |
| 2010 | Mara Abbott                        | Judith Arndt           | Tatiana Guderzo      |
| 2011 | Marianne Vos                       | Emma Pooley            | Judith Arndt         |
| 2012 | Marianne Vos                       | Emma Pooley            | Evelyn Stevens       |
| 2013 | Mara Abbott                        | Tatiana Guderzo        | Claudia Häusler      |
| 2014 | Marianne Vos                       | Pauline Ferrand-Prévot | Anna van der Breggen |
| 2015 | Anna van der Breggen               | Mara Abbott            | Megan Guarnier       |
| 2016 | Megan Guarnier                     | Evelyn Stevens         | Anna van der Breggen |
| 2017 | Anna van der Breggen               | Elisa Longo Borghini   | Annemiek van Vleuten |
| 2018 | Annemiek van Vleuten               | Ashleigh Moolman Pasio | Amanda Spratt        |
| 2019 | Annemiek van Vleuten               | Anna van der Breggen   | Amanda Spratt        |
| 2020 | Anna van der Breggen               | Katarzyna Niewiadoma   | Elisa Longo Borghini |
| 2021 | Anna van der Breggen               | Ashleigh Moolman Pasio | Demi Vollering       |
| 2022 | Annemiek van Vleuten               | Marta Cavalli          | Mavi García          |
| 2023 | Annemiek van Vleuten               | Juliette Labous        | Gaia Realini         |
| 2024 | Elisa Longo Borghini               | Lotte Kopecky          | Neve Bradbury        |
| 2025 |                                    |                        |                      |

### Vencedores múltiplos
| Vitórias | Ciclista                   | Edições                      |
| -------- | -------------------------- | ---------------------------- |
| 5        | Fabiana Luperini (ITA)     | 1995, 1996, 1997, 1998, 2008 |
| 4        | Anna van der Breggen (NED) | 2015, 2017, 2020, 2021       |
| 4        | Annemiek van Vleuten (NED) | 2018, 2019, 2022, 2023       |
| 3        | Nicole Brändli (SUI)       | 2001, 2003, 2005             |
| 3        | Marianne Vos (NED)         | 2011, 2012, 2014             |
| 2        | Joane Somarriba (ESP)      | 1999, 2000                   |
| 2        | Edita Pučinskaitė (LIT)    | 2006, 2007                   |
| 2        | Mara Abbott (USA)          | 2010, 2013                   |

## Palmarés por países
Atualizado após edição de 2023
| País           | Vitórias |
| Países Baixos  | 11       |
| Itália         | 8        |
| Suíça          | 3        |
| Estados Unidos | 3        |
| Espanha        | 2        |
| Lituânia       | 2        |
| Eslováquia     | 1        |
| Rússia         | 1        |
| Reino Unido    | 1        |
| Alemanha       | 1        |
| França         | 1        |

## Camisolas de líder
- Camisola rosa: classificação geral
- Camisola purpúra: classificação por pontos
- Camisola verde: classificação da montanha
- Camisola branca: classificação das jovens
- Camisola azul: classificação da melhor italiana

## Vencedores classificações secundárias
| Ano  | Giro                  |                       | Pontos                   |                       | Montanha                  |                       | Juventude                |                       | Italiana                 |                       | Equipas                     | Notas         |
| ---- | --------------------- | --------------------- | ------------------------ | --------------------- | ------------------------- | --------------------- | ------------------------ | --------------------- | ------------------------ | --------------------- | --------------------------- | ------------- |
| 1988 | 1                     | Germany !             | Petra Rossner            | Italy !               | Maria Canins              |                       |                          | não atribuída         | não atribuída            |                       |                             | [ 5 ]         |
| 1989 | 2                     | Germany !             | Petra Rossner (2)        | Italy !               | Roberta Bonanomi          |                       |                          | não atribuída         | não atribuída            |                       |                             | [ 5 ]         |
| 1990 | 3                     | France !              | Catherine Marsal         | France !              | Catherine Marsal          |                       |                          | não atribuída         | não atribuída            |                       |                             | [ 5 ]         |
| 1991 | Corrida não realizada | Corrida não realizada | Corrida não realizada    | Corrida não realizada | Corrida não realizada     | Corrida não realizada | Corrida não realizada    | Corrida não realizada | Corrida não realizada    | Corrida não realizada |                             |               |
| 1992 | Corrida não realizada | Corrida não realizada | Corrida não realizada    | Corrida não realizada | Corrida não realizada     | Corrida não realizada | Corrida não realizada    | Corrida não realizada | Corrida não realizada    | Corrida não realizada |                             |               |
| 1993 | 4                     | Switzerland !         | Luzia Zberg              | Slovakia !            | Lenka Ilavská             |                       |                          | não atribuída         | não atribuída            |                       |                             | [ 5 ]         |
| 1994 | 5                     | Italy !               | Imelda Chiappa           | Italy !               | Sigrid Corneo             |                       |                          | não atribuída         | não atribuída            |                       |                             | [ 5 ]         |
| 1995 | 6                     | Germany !             | Petra Rossner (3)        | Italy !               | Fabiana Luperini          |                       |                          | não atribuída         | não atribuída            |                       |                             | [ 5 ]         |
| 1996 | 7                     | Italy !               | Fabiana Luperini         | Italy !               | Fabiana Luperini (2)      |                       |                          | não atribuída         | não atribuída            |                       |                             | [ 5 ] [ 6 ]   |
| 1997 | 8                     | Lithunain !           | Diana Žiliūtė            | Italy !               | Fabiana Luperini (3)      | Lithuania !           | Edita Pučinskaitė        | não atribuída         | não atribuída            | Italy !               | Sanson Mimosa               | [ 5 ] [ 7 ]   |
| 1998 | 9                     | Australia !           | Anna Wilson              | Italy !               | Fabiana Luperini (4)      | Belgium !             | Cindy Pieters            | não atribuída         | não atribuída            |                       |                             | [ 5 ] [ 8 ]   |
| 1999 | 10                    | Russia !              | Svetlana Bubnenkova      | San Marino !          | fr                        | Russia !              | Tatiana Stiajkina        | não atribuída         | não atribuída            |                       |                             | [ 5 ] [ 9 ]   |
| 2000 | 11                    | Russia !              | Svetlana Bubnenkova (2)  | Lithuania !           | Edita Pučinskaitė         | Switzerland !         | Nicole Brandli           | não atribuída         | não atribuída            |                       |                             | [ 5 ] [ 10 ]  |
| 2001 | 12                    | Switzerland !         | Nicole Brandli           | USA !                 | Mari Holden               |                       |                          | não atribuída         | não atribuída            |                       |                             | [ 5 ] [ 11 ]  |
| 2002 | 13                    | Belarus !             | Zinaida Stahurskaya      | Lithuania !           | Jolanta Polikevičiūtė     |                       |                          | não atribuída         | não atribuída            |                       |                             | [ 5 ]         |
| 2003 | 14                    | Germany !             | Regina Schleicher        | Lithuania !           | Jolanta Polikevičiūtė (2) | Lithuania !           | Modesta Vžesniauskaitė   | não atribuída         | não atribuída            | não atribuída         | não atribuída               | [ 5 ] [ 12 ]  |
| 2004 | 15                    | Australia !           | Oenone Wood              | Russia !              | Svetlana Bubnenkova       | United Kingdom !      | Nicole Cooke             | não atribuída         | não atribuída            | Lithuania !           | Safi - Pasta Zara Manhattan | [ 13 ]        |
| 2005 | 16                    | Italy !               | Giorgia Bronzini         | Russia !              | Svetlana Bubnenkova (2)   | Belarus !             | Volha Hayeva             | não atribuída         | não atribuída            | não atribuída         | não atribuída               | [ 14 ]        |
| 2006 | 17                    | Sweden !              | Susanne Ljungskog        | Lithuania !           | Edita Pučinskaitė (2)     | não atribuída         | não atribuída            | não atribuída         | não atribuída            | Italy !               | Top Girls Fassa Bortolo     | [ 15 ]        |
| 2007 | 18                    | Netherlands !         | Marianne Vos             | Russia !              | Svetlana Bubnenkova (3)   | Italy !               | Tatiana Guderzo          | não atribuída         | não atribuída            |                       |                             | [ 16 ]        |
| 2008 | 19                    | Germany !             | Ina Yoko Teutenberg      | Italy !               | Fabiana Luperini (5)      | Germany !             | Claudia Häusler          | não atribuída         | não atribuída            |                       |                             | [ 17 ]        |
| 2009 | 20                    | Germany !             | Claudia Häusler          | USA !                 | Mara Abbott               | United Kingdom !      | Lizzie Armitstead        | não atribuída         | não atribuída            |                       |                             | [ 18 ]        |
| 2010 | 21                    | Netherlands !         | Marianne Vos (2)         | United Kingdom !      | Emma Pooley               | Netherlands !         | Marianne Vos             | Italy !               | Tatiana Guderzo          |                       |                             | [ 19 ]        |
| 2011 | 22                    | Netherlands !         | Marianne Vos (3)         | Netherlands !         | Marianne Vos              | Italy !               | Elena Berlato            | Italy !               | Tatiana Guderzo (2)      |                       |                             | [ 20 ]        |
| 2012 | 23                    | Netherlands !         | Marianne Vos (4)         | United Kingdom !      | Emma Pooley (2)           | Italy !               | Elisa Longo Borghini     | Italy !               | Fabiana Luperini         |                       |                             | [ 21 ]        |
| 2013 | 24                    | Netherlands !         | Marianne Vos (5)         | USA !                 | Mara Abbott (2)           | Italy !               | Francesca Cauz           | Italy !               | Tatiana Guderzo (3)      |                       |                             | [ 22 ]        |
| 2014 | 25                    | Netherlands !         | Marianne Vos (6)         | United Kingdom !      | Emma Pooley (3)           | France !              | Pauline Ferrand-Prévot   | Italy !               | Elisa Longo Borghini     |                       |                             | [ 23 ]        |
| 2015 | 26                    | USA !                 | Megan Guarnier           | Brazil !              | Flávia Oliveira           | Poland !              | Katarzyna Niewiadoma     | Italy !               | Elisa Longo Borghini (2) |                       |                             | [ 24 ]        |
| 2016 | 27                    | USA !                 | Megan Guarnier (2)       | Italy !               | Elisa Longo Borghini      | Poland !              | Katarzyna Niewiadoma (2) | Italy !               | Tatiana Guderzo (4)      |                       |                             | [ 25 ]        |
| 2017 | 28                    | Netherlands !         | Annemiek van Vleuten     | Netherlands !         | Annemiek van Vleuten      | Denmark !             | Cecilie Uttrup Ludwig    | Italy !               | Elisa Longo Borghini (3) | Netherlands !         | Boels-Dolmans               | [ 26 ] [ 27 ] |
| 2018 | 29                    | Netherlands !         | Annemiek van Vleuten (2) | Australia !           | Amanda Spratt             | Italy !               | Sofia Bertizzolo         | Italy !               | Elisa Longo Borghini (4) | Netherlands !         | Team Sunweb                 | [ 28 ]        |
| 2019 | 30                    | Netherlands !         | Annemiek van Vleuten (3) | Netherlands !         | Annemiek van Vleuten (2)  | France !              | Juliette Labous          | Italy !               | Elisa Longo Borghini (5) | Germany !             | WNT–Rotor Pro Cycling       |               |
| 2020 | 31                    | Netherlands !         | Marianne Vos (7)         | Denmark !             | Cecilie Uttrup Ludwig     | New Zealand !         | Mikayla Harvey           | Italy !               | Elisa Longo Borghini (6) | Netherlands !         | CCC Liv                     |               |
| 2021 | 32                    | Netherlands !         | Anna van der Breggen     | Netherlands !         | Lucinda Brand             | New Zealand !         | Niamh Fisher-Black       | Italy !               | Marta Cavalli            | Netherlands !         | SD Worx                     | [ 29 ]        |
| 2022 | 33                    | Netherlands !         | Annemiek van Vleuten (4) | United States !       | Kristen Faulkner          | New Zealand !         | Niamh Fisher-Black (2)   | Italy !               | Marta Cavalli (2)        | France !              | FDJ-Suez                    |               |
| 2023 | 34                    | Netherlands !         | Annemiek van Vleuten (5) | Netherlands !         | Annemiek van Vleuten (2)  | Italy !               | Gaia Realini             | Italy !               | Gaia Realini             | Spain !               | Movistar Team               |               |
| Ano  | Giro                  |                       | Pontos                   |                       | Montanha                  |                       | Juventude                |                       | Italiana                 |                       | Equipas                     | Notas         |